# James Broun-Ramsay, 1:e markis av Dalhousie
James Andrew Broun Ramsay, 10:e earl och (från 1849) 1:e markis av Dalhousie, född 22 april 1812 på Dalhousie Castle i Skottland, död där 19 december 1860, var en brittisk statsman, verksam som generalguvernör i Indien.

## Begynnande politisk karriär
James Broun-Ramsay blev 1837 underhusmedlem, tog vid faderns död 1838 säte i överhuset och blev 1845 Gladstones efterträdare som handelsminister (president i Board of Trade) i Peels ministär. Såsom handelsminister ådagalade Dalhousie oerhörd arbetsförmåga och mycken vidsynthet vid uppredandet av den kris inom järnvägsbyggnadsväsendet, som inträffat samma år. Förgäves sökte han därvid förmå Peel att lägga de engelska järnvägarna under effektiv statskontroll. Ramsay avgick med Peel 1846 och sändes, fast han var konservativ, av dennes liberale efterträdare lord John Russell till Indien som generalguvernör, vilket ämbete han tillträdde 12 januari 1848.

## Generalguvernör i Indien
Efter andra sikhkriget (1848–1849) bestämde sig Ramsay för att annektera Punjab, och han anförtrodde dess styrelse åt ett triumvirat av dugande män (bröderna Henry och John Lawrence, 1:e baron Lawrence samt Charles Grenville Mansel, den sistnämnde 1851 efterträdd av Robert Montgomery), vilka under Ramsays noggranna överuppsikt på förvånande kort tid gjorde denna oroliga landsdel till en lojal provins. Han förde 1852 ett krig mot Burma, vilket ledde till annexionen av Nedre Burma, och det brittiska området i Indien utvidgades ytterligare genom en rad annexioner av furstendömen under infödda härskare (Satara, Nagpur och Jhansim med flera), varvid han med blicken fäst på invånarnas behov av god och rättvis styrelse åsidosatte furstarnas hävdvunna adoptionsrätt och stödde sig på den även förut tillämpade, men på många håll bestridda grundsatsen om brittisk rätt till ett slags danaarv efter utslocknande dynastier, som kompaniet uppsatt på tronen (doctrine of lapse).
Den största annexionen av alla, införlivandet av kungariket Oudh (1856), skedde på order av kompaniets direktion mot hans råd (han hade förordat ännu en varning med frist till kungen av Oudh), men han kvarstannade, fast han var bruten till hälsan, ytterligare ett år över tiden för att förbereda genomförandet av denna med den inhemska furstemaktens ohjälpliga oduglighet och tyranni motiverade åtgärd. För Brittiska Indiens materiella utveckling (särskilt inrättandet av järnvägar, telegraf, modernare postväsen) liksom för skolväsendets reformering var hans ämbetstid epokgörande, och en av hans levnadstecknare, A. Arbuthnot, kallar honom "en av de största styresmän, om ej rent av den störste, som Indien haft". 29 februari 1856 avlöstes han som generalguvernör av Charles Canning, 1:e earl Canning.

## Efter Indien
Under resan tillbaka till England avled hustrun, och bara några år senare avled Dalhousie själv, efterlämnande ingen arvinge. Efter hemkomsten utsattes han, särskilt efter sepoyupprorets utbrott, för oförtjänta angrepp, i det att man på hans något brådstörtade reformverksamhet sökte välva en dryg del av skulden för denna till sina orsaker långt mera djupgående och invecklade kris. Han efterlämnade minnet av en sällsynt redbar pliktmänniska och en energisk och vidsynt statsman med sällspord människokännedom och härskarbegåvning.